# Rio Nera (afluente do rio Tibre)
Nera é um rio da Itália, afluente do Tibre.
Nera, cujo nome antigo era Nar, é um dos principais rios da Úmbria. É um dos afluentes da margem direita do rio Tibre. Um dos seus afluentes é o rio Velino  que, próximo a Terni, sai do lago della Marmore e se torna um afluente do rio Nera.
A via Flamínia, construída por Caio Flamínio quando este era censor, em 220 a.C., que ligava Roma a Arímino, passava por uma ponte sobre o rio Nar. Esta ponte, de quatro arcos, é citada por Marcial.
O rio foi descrito, no século XVIII, entre o ponto de confluência com o Velino e sua foz no Tibre, como tendo um leito de rochas brancas, e cuja superfície era coberta de espuma e bolhas, o que teria levado Virgílio a descrevê-lo com um rio sulfuroso:
audiit et Triuiae longe lacus, audiit amnis
sulpurea Nar albus aqua fontesque Velini,
et trepidae matres pressere ad pectora natos.